# 柳比姆區

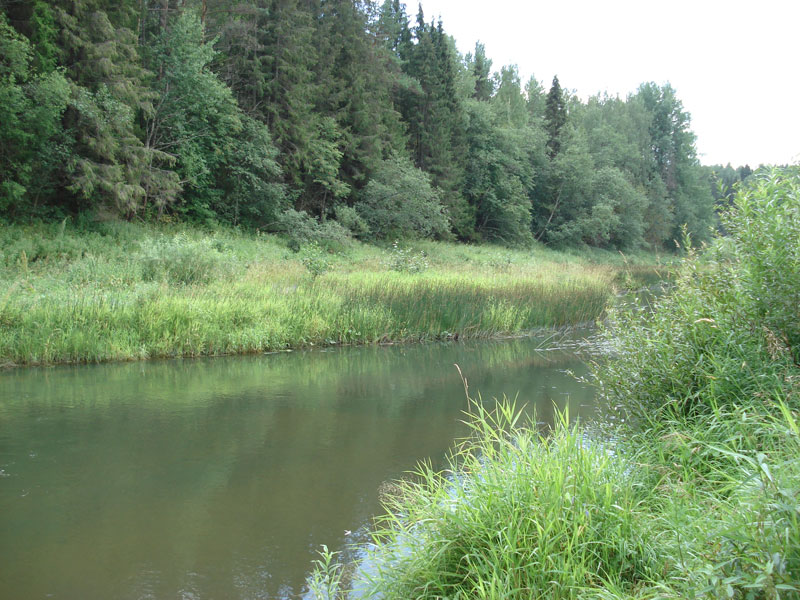

58°22′N 40°41′E / 58.367°N 40.683°E
柳比姆區（俄语：Любимский район），是俄羅斯的一個區，位於該國西部，由雅羅斯拉夫爾州負責管轄，面積1,960平方公里，2010年人口11,789，人口密度每平方公里6.01人。